# 거장의 장례식
《거장의 장례식》(중국어: 大腕)/(영어: Big Shot's Funeral)는 1999년 개봉한 홍콩 영화이다.

## 줄거리
세계적으로 유명한 미국 영화 감독 돈 타일러(도널드 서덜랜드 분)는 베이징시의 자금성에서 마지막 황제의 리메이크를 촬영하고 있다. 중국계 미국인 감독의 조수 루시(관지림 분)는 베이징의 촬영 기사 요요(거유 분)를 고용하여 "메이킹 오브" 다큐멘터리를 촬영한다. 감독은 건강이 좋지 않다는 것을 알게 되고 영화 제작자에게서 해고된다. 노인을 위한 중국 장례식을 목격한 후, 타일러는 요요에게 자신도 비슷한 "코미디 장례식"을 원한다고 말한다. 곧이어, 미국인 감독은 혼수상태에 빠진다. 요요는 공식적으로 타일러의 장례식을 계획할 수 있게 되고, 그는 사업가 친구의 도움을 받아 장례 과정이 허용하는 한 많은 스폰서를 유치한다.
모두는 대감독을 기리기 위해 괜찮은 장례식을 치르기로 결정한다. 그 결과, 영화 스튜디오의 해고된 사진작가 유유와 지루하고 현학적인 사업가 루이스 왕이 그 일을 맡는다. 한동안 장례식은 모든 언론의 초점이 되고, 아무도 그렇게 좋은 사업 기회를 놓치고 싶어 하지 않는다. 테일러는 구급차로 병원에 실려 가고, 떠나기 전에 유유에게 말한다. "잊지 마, 난 코미디 장례식이 필요해."
의사는 응급실 밖에 서 있는 유유와 루시에게 말한다. "환자의 생명은 되돌릴 수 없으니, 가족들은 장례식을 준비할 수 있습니다." 테일러의 뜻에 따라 토니는 테일러의 장례식에 대한 모든 재량권을 유유에게 주기로 결정한다. 유유는 기사도 정신으로 그 일을 맡는다. 그는 공연 회사를 소유하고 있으며 많은 대규모 콘서트를 조직했다고 주장하는 오랜 동창 루이스 왕의 도움을 받는다. 루이스 왕은 그의 귀를 믿을 수 없었고, 유유의 어깨를 치며 말한다. "수수료를 줄게!"
타일러의 사망 소식은 일본인 프로듀서 토니와 루이스 왕에게는 드문 사업 기회이다. 오직 유유와 루시만이 순수한 감정으로 이 문제를 마주한다. 루이스 왕의 계획에 따르면, 테일러는 "풍성하고 다채로운 프로그램으로, 춘절 갈라, 해피 캠프, 해피 제너럴 모빌라이제이션과 비슷하며, 동시에 재난 구호 자선 공연과도 약간 비슷할 것이다. 장례식은 전 세계에 TV로 생중계될 것이다."
유유와 루시의 300만 위안이 넘는 장례식 비용은 마련되지 않았지만, 루이스 왕은 매우 행복해한다. 그는 돈을 지불할 사람을 찾을 수 있지만, 돈을 지불하는 사람은 그들 자신의 요구 사항이 있다. 따라서 공연 회사는 새로 계약한 여배우를 "테일러 옆에" 유명하게 만들고 싶어 하고, 많은 회사들은 장례식에서 제품을 광고하기 위해 많은 돈을 아낌없이 쓴다. "죽은 테일러"는 그들의 눈에 돈벌이 기계가 된다. 모두가 큰돈을 벌 꿈을 꾸고 있을 때, 이 날 루시는 병실에서 테일러를 방문하고 테일러가 죽음에서 돌아왔다는 것을 기쁘게 발견한다. 토니와 테일러는 이 소식을 막고 "연극"을 계속하기로 결정한다.
광고 경매에서 장례식 광고 가격은 치솟고, 테일러의 엄숙한 초상화도 광고 매체로 디자인되어 물결처럼 위에서 아래로 굴러 내려가 밝은 색상의 "우스꽝스러운" 피트니스 음료 광고로 변한다. 토니와 타일러는 병원에서 여유롭게 시가를 피우며 쇼의 결과를 기다린다. 장례식의 거의 모든 세부 사항이 광고되고, 테일러의 "몸"의 모든 부분이 완전히 활용된다. 심지어 위조품 제조업자들도 이 큰 사업 기회를 놓치고 싶어 하지 않는다.
모두의 큰돈을 벌 꿈이 절정에 달했을 때, 테일러의 회복 소식이 사람들의 머리에 차가운 물 한 바가지처럼 쏟아진다. 루이스 왕은 이 예상치 못한 충격을 견디지 못하고 정신병을 앓게 된다. 유유는 많은 광고주들을 어떻게 대해야 할지 몰라 아픈 척하며 정신 병원에 입원한다.
이 소동 후에 유유와 루시는 서로에 대한 이해를 깊게 하고 사랑을 찾는다. 영화는 두 사람이 포옹하고 키스하는 것으로 끝난다.

## 출연
- 갈우 - 요요
- 관지림 - 루시
- 도널드 서덜랜드 - 타일러
- 영달 - 루이스 왕
- 폴 마주르스키 - 토니

## 한국판 성우진(KBS)
- 오세홍 - 요요(갈우)
- 송도영 - 루시(관지림)
- 최흘 - 타일러(도널드 서덜랜드)
- 박상일 - 토니(폴 마주르스키)
- 김영진 - 루이스 왕(영달)
- 오인성 - 피터(크리스토퍼 바덴)
- 김정경 - 연주가(우표)
- 안종익 - 일본인 남자(다카히토 소에다)
- 임성표 - 회장(원덕왕) / 부표(본인)
- 이승주 - 경매가(류의위)
- 김희선 - 통역가(서보봉)
- 양정애 - 배우(양흔)
- 류다무현 - 외국 경비원(폴 듀크) / 배우(등엄훈)